# Steve Miller Band
De Steve Miller Band is een band genoemd naar en geformeerd rondom Steve Miller, die gitaar en mondharmonica speelt en de zang verzorgt.
De band bestaat verder uit:
- Sonny Charles
- Gordy Knudtson (drums)
- Kenny Lee Lewis (gitaar, zang)
- Joseph Wooten (keyboard, zang)

Verder telt de band 35 ex-leden waaronder Boz Scaggs en de legendarische mondharmonicaspeler Norton Buffalo (die in 2009 is overleden).

## Biografie
Steve Miller (* 1943) werd in zijn jeugd sterk beïnvloed door bluesmuzikanten, die regelmatig bij zijn ouders thuis optraden. Toen hij 15 jaar oud was richtte hij zijn eerste band op in Dallas en begeleidde hij Jimmy Reed. Hij zat toen nog op school en vroeg zijn beste vriend Boz Scaggs om te zingen.
In 1964 besloot hij naar Chicago te vertrekken waar de blues een revival meemaakte dankzij Britse bands als de Rolling Stones en The Animals. De bluesscene werd gedomineerd door artiesten van het platenlabel Chess Records als Howlin' Wolf, Little Walter en Willie Dixon. Op een later tijdstip in zijn carrière zou Steve Miller een van de bekendste rock-'n-roll artiesten van dit label, Chuck Berry, begeleiden.
Hij raakte in de ban van de Paul Butterfield Blues Band en richtte met keyboardspeler Barry Goldberg de Goldberg-Miller Blues Band op.
Ze begeleidden The Supremes en The Four Tops in New York, werden de huisband van de Phone Booth, een theater op Broadway waar de The Young Rascals net opgestapt waren. Toen hij eind 1965 terugkeerde in Chicago was de bluesscene verdwenen en waren de destijds populaire bars door de politie gesloten. Na korte tijd besloot hij zijn VW-bus in te pakken en naar San Francisco te vertrekken.
Daar ontmoette hij de Paul Butterfields Blues Band en Jefferson Airplane. Hij speelde een paar avonden mee met Paul Butterfield, en meldde bij een van die sessies definitief in San Francisco te blijven.
De Steve Miller Band werd opgericht in januari 1967. Het eerste album, Children of the future, was gebaseerd op de psychedelische bluesstijl die op dat moment in zwang was in San Francisco. Zanger Scaggs zou na een aantal albums de band verlaten, waarna drummer Tim Davis aanvankelijk de zang voor zijn rekening nam. Op enkele nummers zong Steve Miller zelf. De albums verkochten goed, maar een hitnotering zat er niet in. Een bijzondere lp was "Recall the beginning, a journey form Eden" waar Miller al wel zelf de zang voor zijn rekening nam. In die tijd bracht hij op de VPRO-radio legendarische akoestische sessies ten gehore, waarbij hij geleidelijk aan zoveel dronk dat niemand het nog kon volgen.
In 1973 kwam Miller met het album The Joker, de doorbraak naar een groot publiek. De muziek werd meer toegankelijk. Naast het titelnummer kwamen er nog enkele hits van dit album. Het album The Joker werd opgevolgd door Fly like an Eagle in 1976 en Book of Dreams in 1977, die tegelijk werden opgenomen, maar met een tussenpoos van 1 jaar werden uitgebracht. Beide albums worden beschouwd als de top van Millers commerciële carrière en bereikten hoge posities in verschillende albumlijsten. Samen met The Eagles ondernam de Steve Miller Band een stadiontournee in 1977. Van beide albums werden meerdere nummers op single uitgebracht die allemaal in de hitparade kwamen, waaronder Fly Like an Eagle, Swing Town, Jungle Love, Rock’ n Me en Jet Airliner.
Steve Miller nam een paar jaar rust om bij te komen van de successen, het opnemen en toeren. In 1981 kwam Miller terug met het album Circle of Love dat niet zo goed verkocht. In 1982 behaalde hij wederom een superhit, en wel met het nummer Abracadabra van het gelijknamige album. Met latere platen als Living in the 20th century (1986), Born to B blue (1990) en Wide River (1993) wist de band dit succes niet te continueren. In Nederland had de band in 1990 nog een grote hit met The Joker, dat dat jaar opnieuw werd uitgebracht na te zijn gebruikt in een tv-reclame voor Levi's.

## Discografie

### Albums
| Album met eventuele hitnotering(en) in de Nederlandse Album Top 100 | Datum van verschijnen | Datum van binnenkomst | Hoogste positie | Aantal weken | Opmerkingen   |
| ------------------------------------------------------------------- | --------------------- | --------------------- | --------------- | ------------ | ------------- |
| Fly Like an Eagle                                                   | 05-1976               | 05-06-1976            | 12              | 26           |               |
| Book of Dreams                                                      | 05-1977               | 14-05-1977            | 3               | 19           |               |
| Circle of Love                                                      | 10-1981               | 07-11-1981            | 10              | 21           |               |
| Abracadabra                                                         | 06-1982               | 26-06-1982            | 4               | 14           |               |
| The Very Best of the Steve Miller Band                              | 1991                  | 12-10-1991            | 13              | 17           | Verzamelalbum |
| Wide River                                                          | 01-1993               | -                     |                 |              |               |
| Young Hearts - Complete Greatest Hits                               | 2003                  | 08-11-2003            | 93              | 2            | Verzamelalbum |
| Bingo!                                                              | 11-06-2010            | 26-06-2010            | 70              | 4            |               |
| Let Your Hair Down                                                  | 15-04-2011            | 23-04-2011            | 77              | 1            |               |

| Album met hitnotering(en) in de Vlaamse Ultratop 200 albums | Datum van verschijnen | Datum van binnenkomst | Hoogste positie | Aantal weken | Opmerkingen |
| ----------------------------------------------------------- | --------------------- | --------------------- | --------------- | ------------ | ----------- |
| Bingo !                                                     | 15-06-2010            | 03-07-2010            | 75              | 1            |             |
| Live ! Breaking ground - August 3, 1977                     | 14-05-2021            | 22-05-2021            | 193             | 1            |             |

### Singles
| Single met eventuele hitnotering(en) in de Nederlandse Top 40 | Datum van verschijnen | Datum van binnenkomst | Hoogste positie | Aantal weken | Opmerkingen              |
| ------------------------------------------------------------- | --------------------- | --------------------- | --------------- | ------------ | ------------------------ |
| The Joker                                                     | 1973                  | 27-10-1973            | 18              | 6            | #18 in de Single Top 100 |
| Take the Money and Run                                        | 1976                  | 19-06-1976            | tip11           | -            |                          |
| Fly Like an Eagle                                             | 1976                  | 18-09-1976            | 27              | 5            | #21 in de Single Top 100 |
| Rock'n Me                                                     | 1976                  | 11-12-1976            | 21              | 6            | #22 in de Single Top 100 |
| Jet Airliner                                                  | 1977                  | 28-05-1977            | 13              | 6            | #11 in de Single Top 100 |
| Jungle Love                                                   | 1977                  | 03-09-1977            | tip3            | -            |                          |
| Swingtown                                                     | 1977                  | 26-11-1977            | tip13           | -            |                          |
| Macho City                                                    | 1982                  | 06-02-1982            | 33              | 3            | #27 in de Single Top 100 |
| Abracadabra                                                   | 1982                  | 26-06-1982            | 18              | 6            | #26 in de Single Top 100 |
| Keeps Me Wondering Why                                        | 1982                  | 14-08-1982            | tip17           | -            |                          |
| The Joker                                                     | 1990                  | 29-09-1990            | 1(2wk)          | 13           | #1 in de Single Top 100  |

| Single met hitnotering(en) in de Vlaamse Ultratop 50 | Datum van verschijnen | Datum van binnenkomst | Hoogste positie | Aantal weken | Opmerkingen                 |
| ---------------------------------------------------- | --------------------- | --------------------- | --------------- | ------------ | --------------------------- |
| Fly like an eagle                                    | 13-08-1976            |                       |                 |              | Nr. 28 in de Radio 2 Top 30 |
| Rock'n Me                                            | 01-08-1976            | 08-01-1977            | 20              | 4            | Nr. 12 in de Radio 2 Top 30 |
| Jet airliner                                         | 01-04-1977            | 04-06-1977            | 29(3wk)         | 3            | Nr. 16 in de Radio 2 Top 30 |
| Macho city                                           | 12-02-1982            | 20-03-1982            | 40              | 1            |                             |
| Abracadabra                                          | 04-06-1982            | 26-06-1982            | 2               | 14           | Nr. 1 in de Radio 2 Top 30  |
| Bongo bongo                                          | 18-02-1985            | 02-03-1985            | 34              | 1            | Nr. 22 in de Radio 2 Top 30 |
| The joker                                            | 19-10-1973            | 06-10-1990            | 5               | 13           | Nr. 4 in de Radio 2 Top 30  |

### Dvd's
- Live From Chicago, opgenomen in 2007 op het Ravinia Amphitheater, Highland Park, Chicago

| Dvd's met hitnoteringen in de Nederlandse Music Top 30 | Datum van verschijnen | Datum van binnenkomst | Hoogste positie | Aantal weken | Opmerkingen |
| ------------------------------------------------------ | --------------------- | --------------------- | --------------- | ------------ | ----------- |
| Live from Chicago                                      | 2008                  | 07-06-2008            | 7               | 12           |             |

### NPO Radio 2 Top 2000
| Nummers met noteringen in de NPO Radio 2 Top 2000 | '99  | '00  | '01  | '02  | '03  | '04  | '05  | '06  | '07  | '08  | '09  | '10  | '11  | '12  | '13  | '14  | '15  | '16  | '17  | '18  | '19  | '20  | '21  | '22  | '23  |
| ------------------------------------------------- | ---- | ---- | ---- | ---- | ---- | ---- | ---- | ---- | ---- | ---- | ---- | ---- | ---- | ---- | ---- | ---- | ---- | ---- | ---- | ---- | ---- | ---- | ---- | ---- | ---- |
| Abracadabra                                       | 1272 | 1241 | 1773 | 1472 | 1505 | 1539 | 1904 | 1625 | 1834 | 1649 | -    | -    | -    | 1703 | -    | -    | -    | -    | -    | -    | -    | -    | -    | -    | -    |
| Fly Like an Eagle                                 | 788  | 697  | 897  | 719  | 749  | 729  | 1038 | 780  | 1064 | 829  | 1015 | 935  | 871  | 1009 | 1320 | 1386 | 1637 | 1390 | 1368 | 1370 | 1573 | 1626 | 1739 | 1933 | 1899 |
| Rock'n Me                                         | -    | 1628 | 1791 | -    | -    | -    | -    | -    | -    | -    | -    | -    | -    | -    | -    | -    | -    | -    | -    | -    | -    | -    | -    | -    | -    |
| The Joker                                         | 1283 | 869  | 1123 | 1034 | 1414 | 1064 | 1529 | 1758 | 1680 | 1478 | 1211 | 1091 | 1151 | 1354 | 1399 | 1734 | 1835 | 1544 | 1458 | 1727 | 1714 | 1888 | 1914 | -    | -    |

1. ↑  Een '-' betekent dat het nummer niet was genoteerd en een vetgedrukt getal geeft de hoogste notering van een nummer aan.
2. ↑  Deze tabel is bijgewerkt tot en met de laatste editie (2024).